# Deutsche Bundesbahn
Deutsche Bundesbahn (DB) (pl: Niemiecka Kolej Federalna) – powstała w 1949 jako kolej państwowa nowo utworzonej Republiki Federalnej Niemiec (RFN) w wyniku podziału Deutsche Reichsbahn na dwa zarządy państwowych kolei. Koleje RFN przyjęły nazwę Deutsche Bundesbahn, a koleje Niemieckiej Republiki Demokratycznej (NRD) zachowały dotychczasową nazwę Deutsche Reichsbahn (DR).
Nastąpił podział dotychczasowej sieci kolejowej na granicy wewnątrzniemieckiej. przewozy transgraniczne (tzw. Interzonenzüge) poddano kontroli granicznej.

## Historia i rozwój
Po zakończeniu II wojny światowej pierwszym zadaniem kolei niemieckich była odbudowa zniszczonych w czasie działań wojennych linii i węzłów kolejowych, mostów, wiaduktów i największych dworców. W latach 50. rozpoczęto elektryfikację linii kolejowych, w tym wszystkich linii magistralnych. W latach 1953–1958 zelektryfikowano ok. 1300 km linii kolejowych, a w roku 1959 m.in. linię Remagen – Düsseldorf, łączącą Zagłębie Ruhry z siecią kolei elektrycznych południa kraju. W 1959 r. łączna długość zelektryfikowanych linii w RFN wynosiła ok. 3100 km.
W latach 60. i 70. kolej zachodnioniemiecka znalazła się pod presją masowej motoryzacji i dokonała masowych likwidacji linii lokalnych. Innym ważnym kierunkiem rozwoju była budowa sieci kolei aglomeracyjnych (S-Bahn) wyposażanych w podziemne linie średnicowe wchodzące do centrów największych miast. W latach  70. zaczęto też realizować ideę pełnej integracji transportu publicznego w aglomeracjach, obejmującej transport uliczny, metro i kolej państwową, realizowaną w zakresie planowania, eksploatacji i systemów taryfowych.
W 1971 r. utworzono sieć szybkich połączeń międzymiastowych InterCity, funkcjonujących w rozkładzie równoodstępowym, najpierw dwugodzinnym, a od 1979 w godzinnym i również z wagonami 2 klasy.
Od 1990 r. rozpoczęto odbudowę i modernizację połączeń między obiema częściami kraju w ramach programu Verkehrsprojekte Deutsche Einheit (VDE). Rozpoczęto renowację i elektryfikację węzła berlińskiego, jak również jego przebudowę zakładającą powstanie dworca głównego i nowej linii średnicowej o kierunku północ-południe.
W 1991 r. dokonano otwarcia pierwszych linii dużych prędkości na odcinkach Hanower – Würzburg (z nową stacją Kassel-Wilhelmshöhe) i Mannheim – Stuttgart. Kursować rozpoczęły również pociągi kategorii Intercity-Express (ICE).
Według stanu z 1 stycznia 1993 DB miała 12 149 km linii zelektryfikowanych, co stanowiło 45,4% sieci.
Po zjednoczeniu państw niemieckich połączono również zarządy obu państwowych kolei niemieckich i przeprowadzono ich restrukturyzację i komercjalizację (Bahnreform), w wyniku której w 1994 r. powstał holding Deutsche Bahn AG.